# Craspedostethus longicornis
Craspedostethus longicornis là một loài bọ cánh cứng trong họ Elateridae. Loài này được Cate, Platia & Schimmel miêu tả khoa học năm 2002.